# Цефалоцереус старческий
Цефалоцереус старческий (лат. Cephalocereus senilis) — вид рода Цефалоцереус (Cephalocereus) семейства Кактусовые (Cactaceae) трибы Пахицереусовые, произрастающий в восточной части Мексики в штатах Гуанахуато и Идальго.

## Ботаническое описание

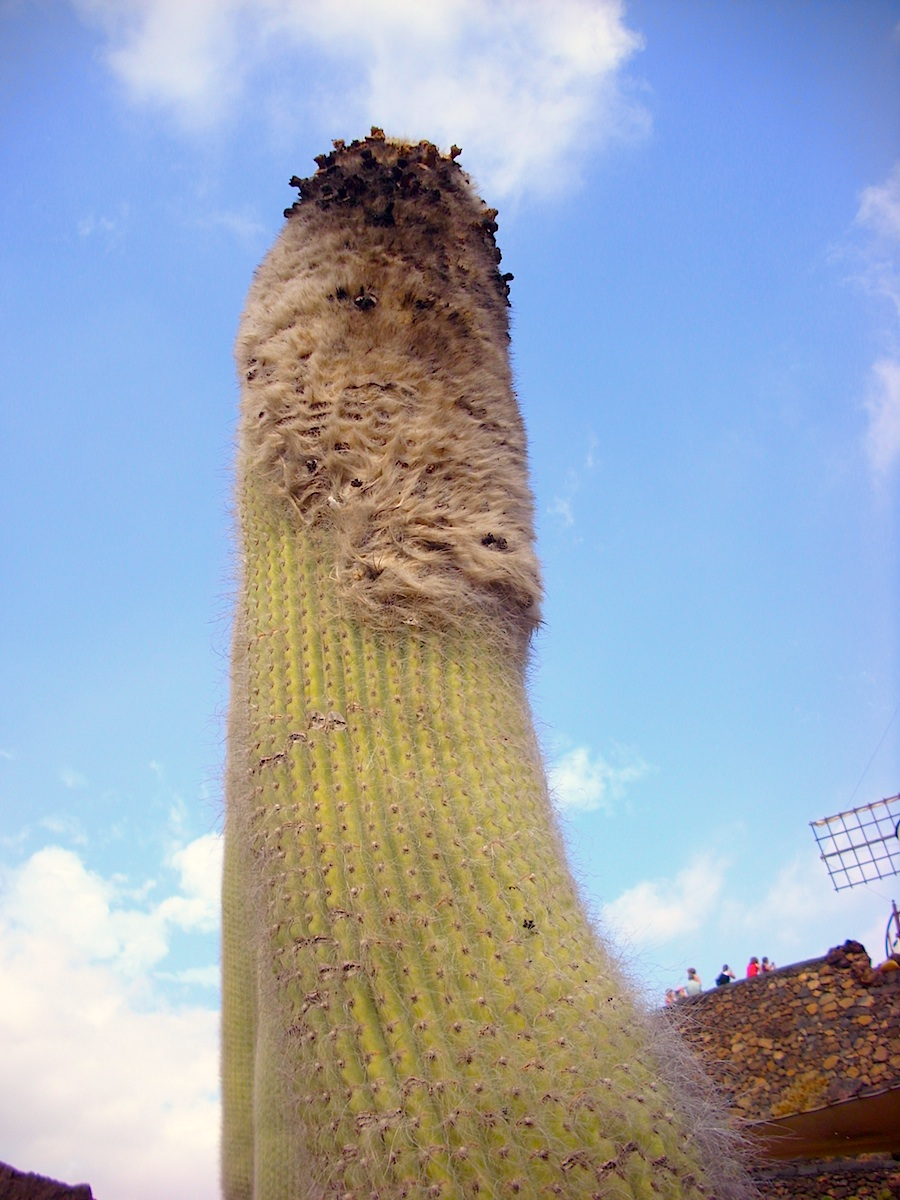
Цефалоцереус старческий

Цефалоцереус старческий — высокий столбчатый кактус с гроздьями стеблей, которые могут достигать 5-15 м в высоту. Стволы цилиндрические от светло-зелёного до ярко-зелёного цвета с возрастом становятся серыми до 30 см в диаметре, иногда от основания ветвятся, верх закруглённый. Отдельные стебли, как правило, неразветвлённые и не могут адекватно выдерживать вес боковых ветвей. Ребра многочисленные (20-30), низкие, слегка выемчатые. Древесной ткани образуется очень мало, а самые крупные особи легко срезать киркой или маленьким ножом. У этого вида в период созревания (около 15 лет) происходят глубокие изменения в верхней части ствола. Ткани из этой части изменяются и образуют область, специализирующуюся на образовании цветков (боковой цефалий). Самая поразительная особенность C. senilis — лохматая «шерсть» с длинными белыми волосами, напоминающая взлохмаченную шевелюру старика (отсюда видовой эпитет senilis). Опушка у молодого растения особенно ярко-серебристо-белая, по мере старения стебель начинает терять покров. Цветки красные, жёлтые или белые, хотя растение может не цвести до 10-20 лет. Цветки раскрываются ночью, они одиночные и растут один за другим. Цветок воронкообразный длиной 5-9 см, диаметром 7-8 см, от желтовато-розового до розового цвета. Околоцветники и цветочные трубочки опушены, немного чешуйчатые. Плоды обычно обратнояйцевидные.
Обильное белое опушение кактуса представляют собой видоизмененные колючки, благодаря которым многие экземпляры вида кажутся почти белоснежными. Опушка служат для защиты растения от морозов и солнца. Однако белые волоски — это только радиальные колючки кактуса; они скрывают огромные острые жёлтые центральные шипы в противоположность кажущимуся безобидным внешнему виду опушённого покрова растения.

Cephalocereus senilis
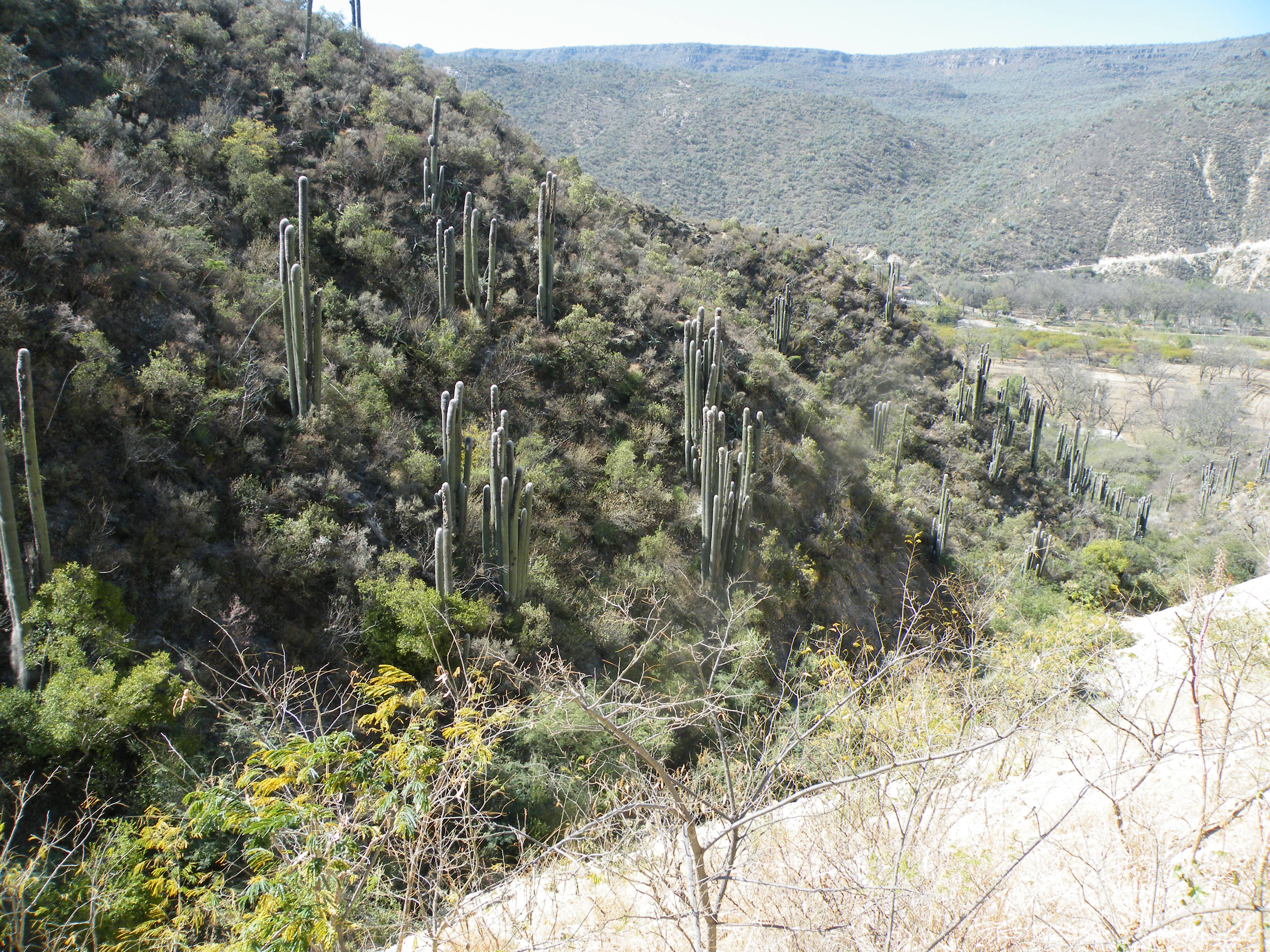
Естественная среда
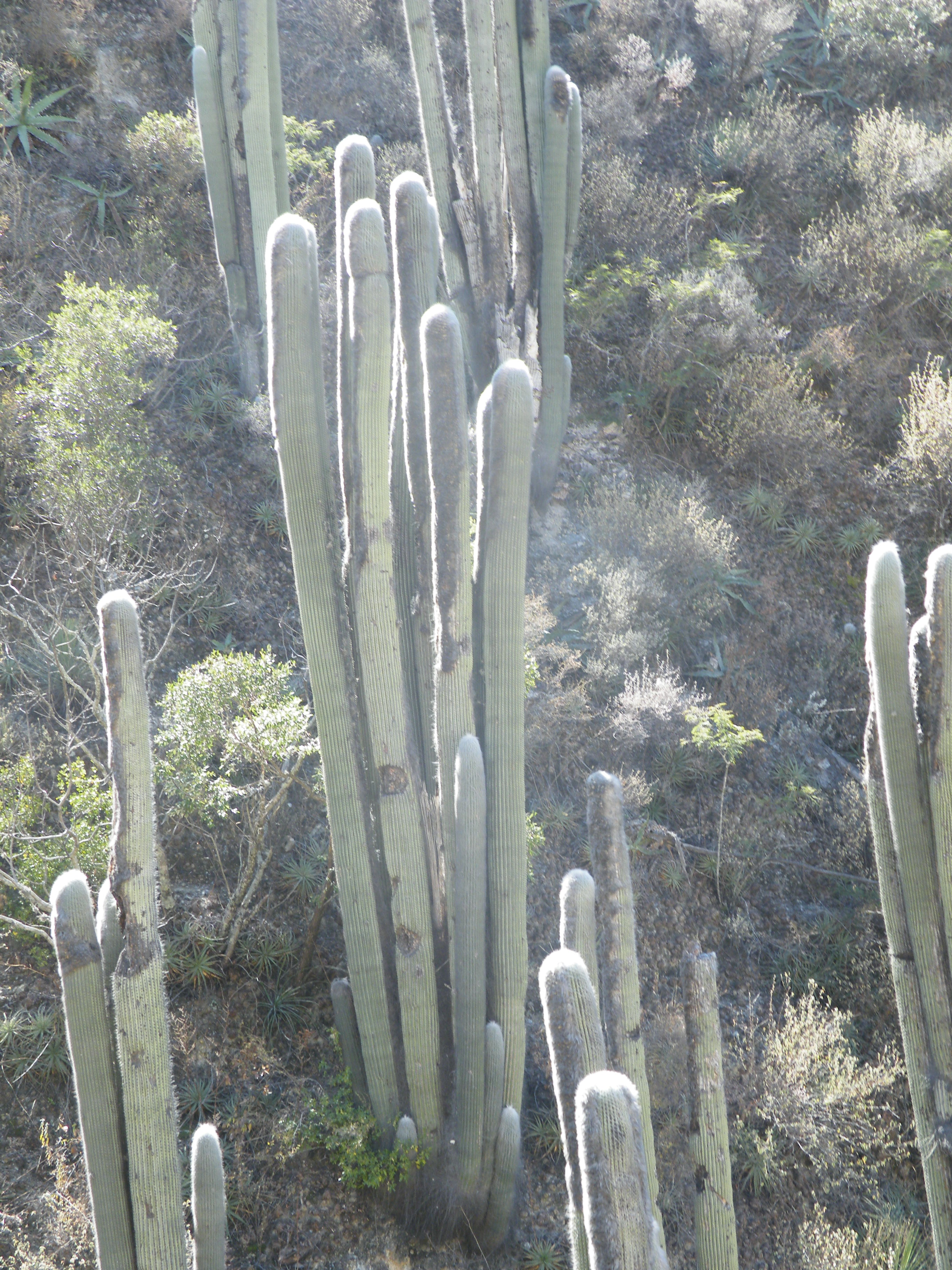
Доминирующий вид
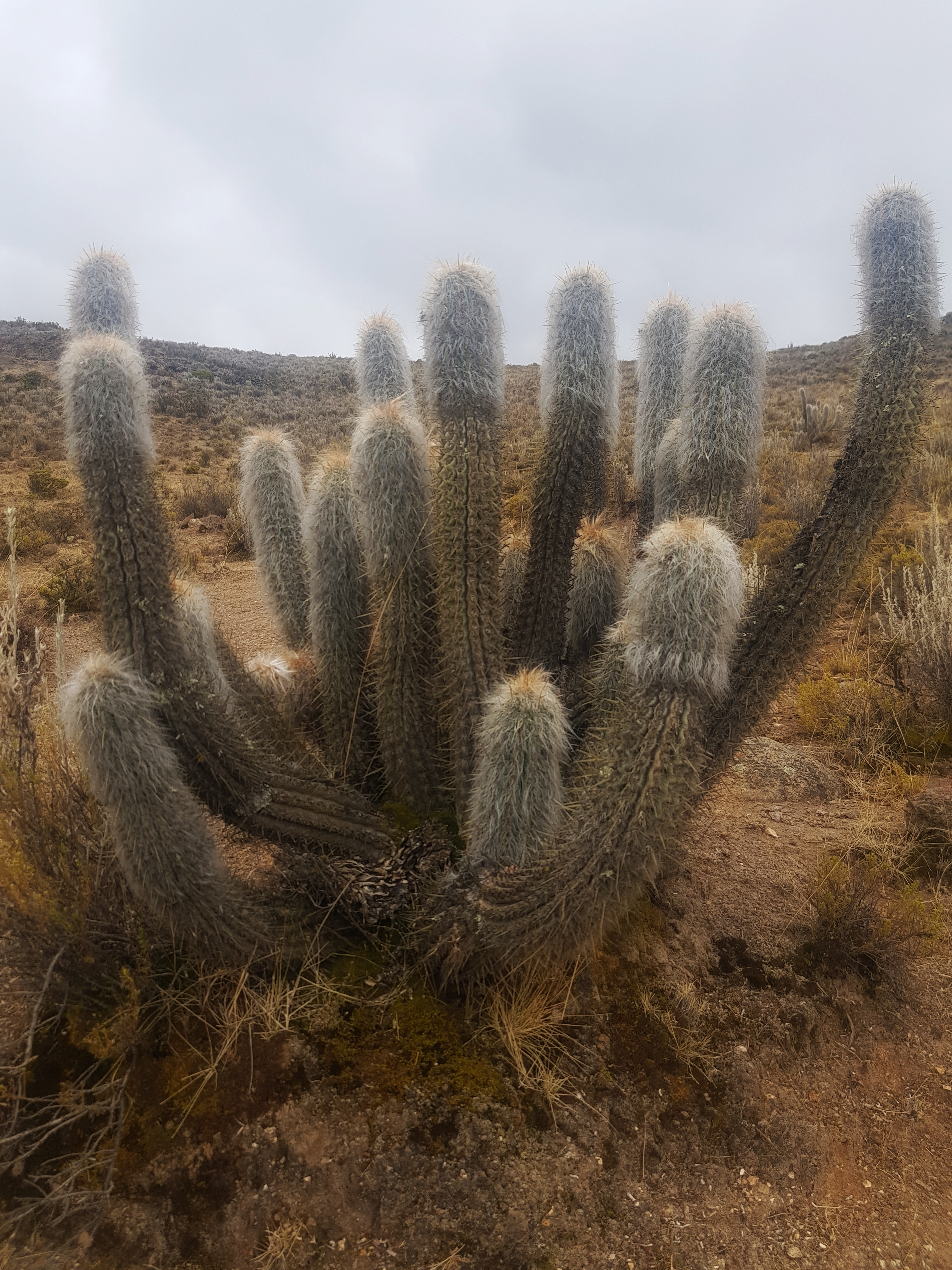
В природе
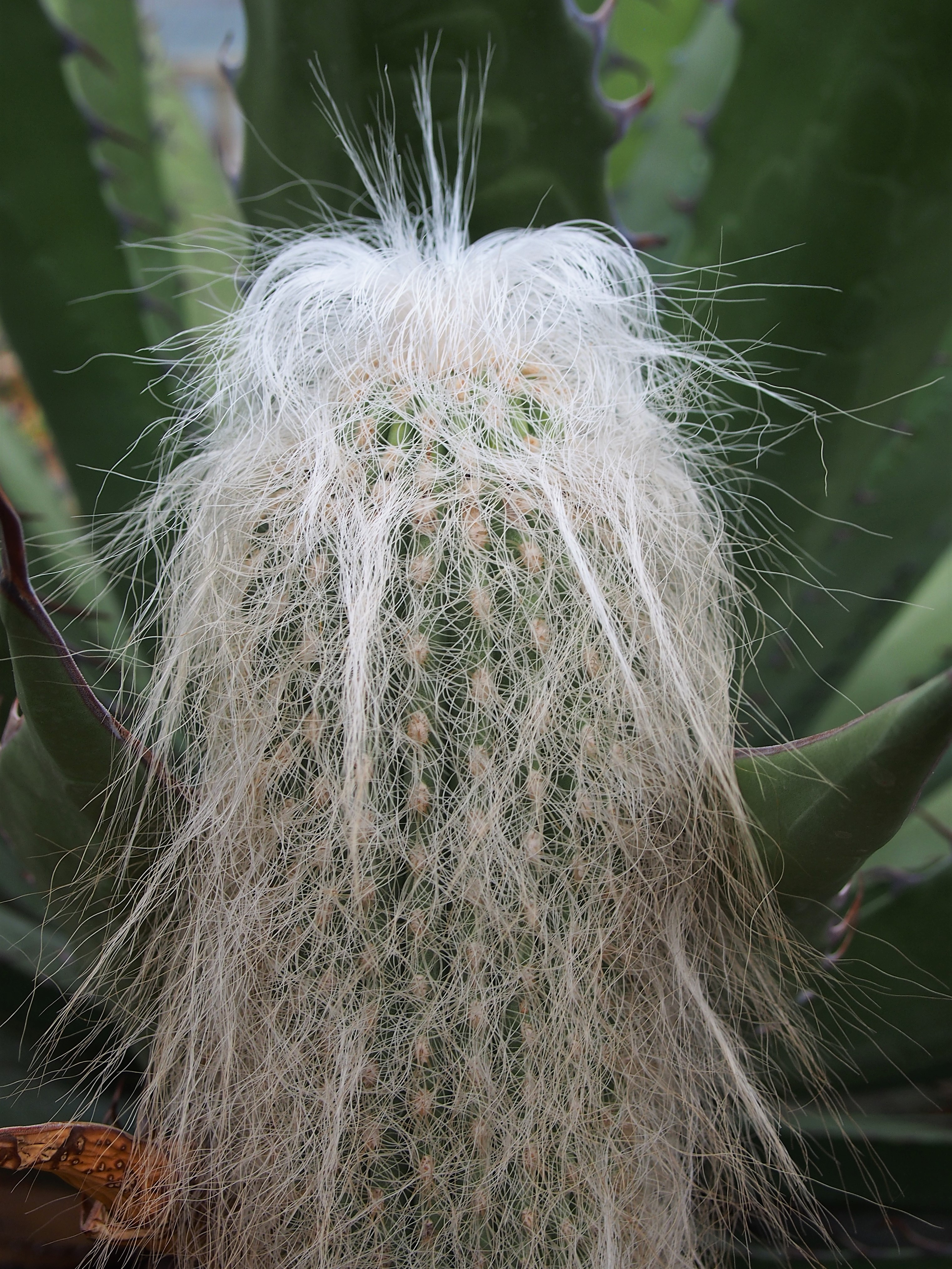
Обильное опушение

## Систематика
Первое описание растения было опубликовано Адрианом Хэуортом в 1824 году как Cactus senilis. Позже, Людвиг Пфайффер отнёс его к роду Цефалоцереус В 1838 году.

#### Синонимы
Гомотипные (основанные на одном и том же номенклатурном типе):
- Cactus senilis Haw. (1824)
- Cereus senilis (Haw.) Salm-Dyck ex DC. (1828)
- Echinocactus senilis (Haw.) Beaton (1839)
- Euporteria senilis (Haw.) Kreuz. & Buining (1941)
- Pilocereus senilis (Haw.) Lem. (1839)

Гетеротипные (основанные на разных номенклатурных типах):
- Cactus bradypus Lehm. (1826)
- Cephalocereus senilis f. cristatus (Mathsson) P.V.Heath (1992)
- Cephalocereus senilis f. fasciatus P.V.Heath (1992)
- Cephalophorus senilis (Haw.) Lem. (1838)
- Cereus bradypus (Lehm.) Steud. (1840)
- Echinocactus staplesiae Tate (1840)
- Melocactus bradypus Lehm. ex Steud. (1841), not validly publ.
- Pilocereus williamsii Scheidw. ex C.F.Först. (1846), not validly publ.

## Распространение и местообитание
Цефалоцереус старческий — эндемик Мексики, встречается в штатах Идальго, Гуанахуато и Веракрус. Вид встречается исключительно в известняковых каньонах в пределах ксерофильной растительности и является одним из доминирующих элементов ксерофильных кустарников, где они произрастают. Мексиканская чечевица поедает плоды и семена растения в июне, июле и ноябре. Это очень распространённый вид на известняковых холмах восточного Идальго, где это часто является самым заметным растением в ландшафте. Здесь обычны крупные растения, часто до 15 м в высоту. Хотя вид локально многочислен, количество половозрелых растений продолжает сокращаться. Это один из наиболее часто используемых суккулентов в декоративных целях. Его извлекают из дикой природы и культивируют. Чрезмерный сбор молодых растений также является постоянной угрозой и, вероятно, вызывает дисбаланс в возрастном распределении субпопуляций. Эти кактусы обрезают для сбора плодов и семян. Вид может подвергаться риску из-за пастбищного земледелия.

## Культивирование
Цефалоцереус старческий — очень популярный в садоводстве кактус, выращиваемый из-за необычного шерстистого вида. Вид предпочитает очень хорошо дренированную почвенную смесь (больше, чем многие другие кактусы) и много яркого солнечного света, который способствует росту волос.

## Охранный статус
Международный союз охраны природы классифицирует природоохранный статус вида как «вымирающий».